# 곽충
곽충(郭充, ?~?)은 고구려로 망명한 전연 모용인의 부하이다.
모용인이 형 황이 왕위를 계승한 데 불만을 품고 반란을 일으켰키다 실패하자 그의 부하 곽충은 337년에 동료 동수(冬壽)와 함께 고구려로 망명했다. 이로 명분으로 연나라는 고구려를 침공하게 되었다.